# Bactrocera amarambalensis
Bactrocera amarambalensis
 es una especie de díptero que Drew y Raghu describieron por primera vez en 2002. Bactrocera amarambalensis pertenece al género Bactrocera de la familia Tephritidae. Esta especie como plaga agrícola ha sido atacada por los agricultores en Kerala.